# 琴棋书画
琴棋书画，合稱四艺，是東亞儒家文化圈傳統文人所推崇和要掌握的四门艺术，在此說的起源地中國是指古琴、圍棋、書法、繪畫。傳播至東亞其他地區後，實際所指又因應各地情況有所調整。

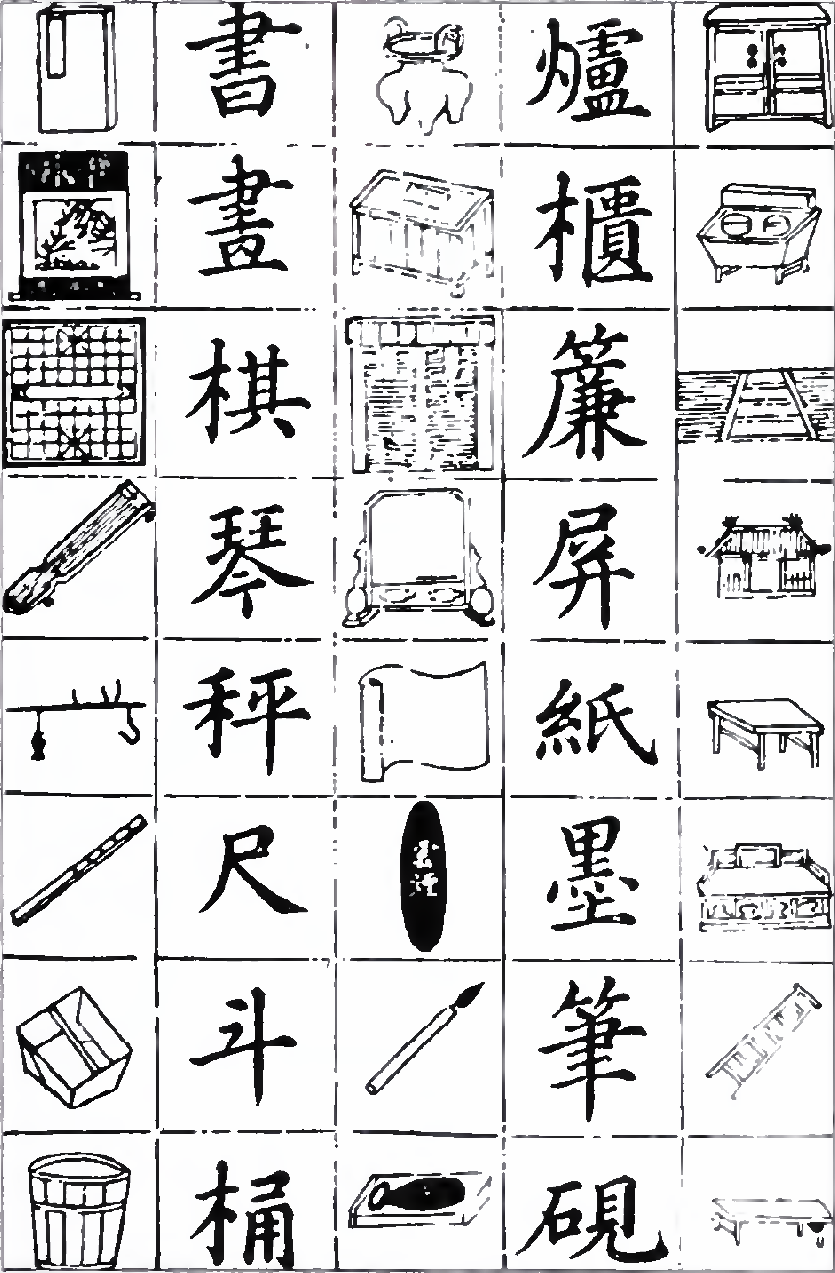

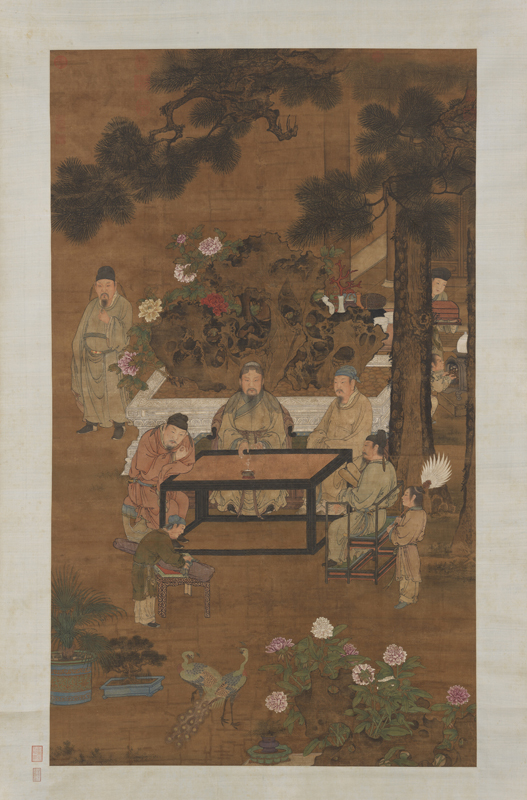
琴
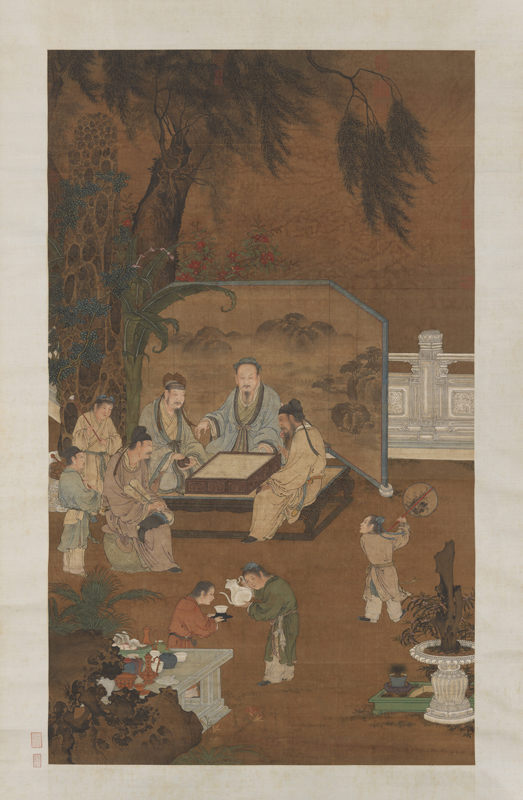
棋
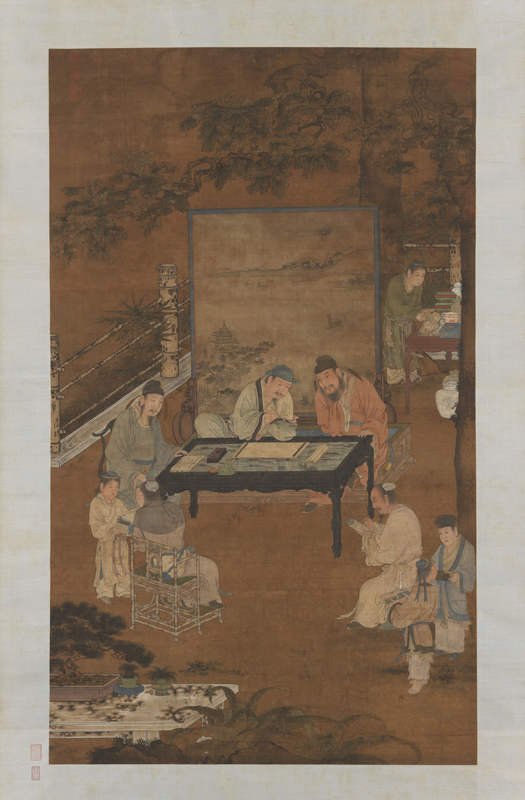
書
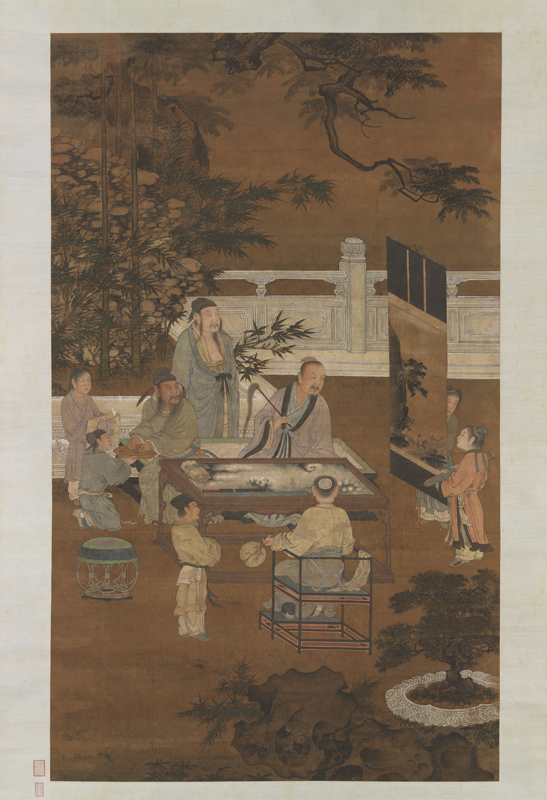
畫

## 概念溯源
早在唐朝人張彥遠所编的《法書要錄》，就将“琴棋书画”并称。而“四艺”的概念则出现相对较晚；据考证，已知最早将琴棋书画合称为“四艺”的书面记载，是明末清初的李渔所写的《闲情偶寄》一书。 （页面存档备份，存于）

## 琴
古琴是中国古代最古老的乐器之一，是中国最早的弹弦乐器，称为“国乐之父”。在古时文人心中视为高雅的代表，琴音悠远，高山流水知音流传至今。
在東亞部份地區以本土的齊特琴類弦樂器代替古琴，如朝鮮半島的玄琴、日本的和琴等。

## 棋
围棋為策略性二人棋类游戏，使用格狀棋盤及黑白二色棋子進行對弈。围棋起源于中国古代。推测起源时间为大约公元前6世纪。传说尧的儿子丹朱顽劣，尧发明围棋以教育丹朱，陶冶其性情。围棋的最早可靠记载见于春秋时期的《左傳》。战国时期的弈秋是见于史籍的第一位棋手。

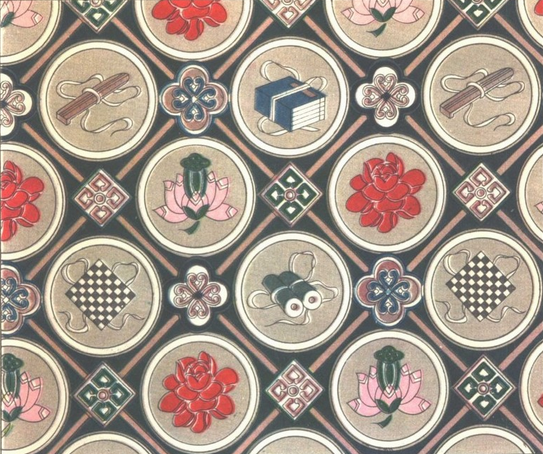
近代設計的「琴棋書畫錦」

錯誤說法稱1955年出版的《古錦圖案集》收錄一幅唐宋之間的蘇州宋錦，主題為琴棋书画的棋盤是一張八乘八的黑白棋盤，頗如西洋棋棋盤，因此推論四藝的棋在唐宋是指中國象棋。但是該幅織錦其實是近代生产的七彩重锦「琴棋书画锦」，构图為主花八瓣如意與和十四瓣如意均匀横向间隔排列，再各嵌一物，即琴、棋、书、画、定胜、明珠、太极、如意，棋盤採用國際象棋，並非唐宋古物圖案。學者指出中國古代並無黑白棋格，該圖是受國際象棋傳入而放於織品的近代之物。

## 书
東亞傳統的漢字書法是汉字的书写艺术，東亞各地的漢字書法都是由中国书法衍生。从以汉字为依托的角度看，中国书法是一种很独特的视觉艺术，但是这种独特性并不妨碍不认识汉字的人欣赏中国书法。汉字是中国书法中的重要因素，因为中国书法是在中国文化里产生、发展起来的，而汉字是中国文化的基本要素之一。以汉字为依托，是中国书法区别于其他种类书法的主要标志。

## 画
東亞傳統繪畫主要是用毛笔、墨、顏料等在帛或纸上作画的一种传统的绘画形式。